# Laguna Grande (Bercianos del Real Camino)
La Laguna Grande es un humedal endorreico de carácter estepario, ubicado en una hondonada endorreica (denominada cubeta o vaso lagunar) que condiciona sus características. Se encuentra situada en el término municipal de Bercianos del Real Camino, en la comarca de Tierra de Sahagún situada al sureste de la provincia de León, comunidad autónoma de Castilla y León, España.
Se encuentra integrada como una Zona Húmeda Catalogada dentro del Lugar de Interés Geológico (LIG) de Sistemas endorreicos en Tierra de Campos.

## Descripción y entorno
Cuenta con una superficie de 15 hectáreas, aunque está varía según las estaciones y los años. Este humedal, además de su gran tamaño, está considerado como uno de los más ricos humedales en variedad ornitológica de toda la provincia de León, sobre todo en especies acuáticas, aunque también se pueden encontrar en la zona varias aves esteparias residentes como el alcaraván, la avutarda, la  ganga ortega y el sisón común, junto con aves estivales como el aguilucho cenizo y el cernícalo primilla. Entre sus aguas habitan varias especies de peces, cangrejos y batracios. 
La Laguna Grande de Bercianos es el más extenso de los 73 humedales del sureste leonés.

## Folclore
Según cuenta una leyenda, el rey aragonés Alfonso I el Batallador y su ejercito atacaron y quemaron Bercianos del Real Camino durante los conflictos que asolaron el reinado de Urraca I de León. Muchos de sus habitantes huyeron en la noche precipitándose en las aguas fanganosas de la laguna. Se dice así, que cuando un cazador mata una polla de agua suena un graznido especial, porque son las almas de los habitantes de Bercianos que andan vagando. También se conserva un poema o romance medieval, que cuenta la historia de los hechos acontecidos. 